# Racjonalny prawodawca
Racjonalny prawodawca (też: doskonały prawodawca) – koncepcja przyjmowana w Polsce na użytek wykładni prawa, zgodnie z którą prawodawca odznacza się idealizującymi go cechami niezależnie od tego, jak jest naprawdę.  
Dokładnie racjonalny prawodawca ma: 
- znać się doskonale na języku, jakim się posługuje
- posiadać doskonałą wiedzę prawniczą, w tym w przedmiocie treści prawa, jakie obowiązywało dotychczas, oraz poglądów na prawo, zwłaszcza jednomyślnych, jakie są przejawiane w orzecznictwie sądowym i literaturze prawniczej
- posiadać doskonałą, bezsprzeczną i spójną, wiedzę pozaprawną, w tym na temat materii, jaką normuje ustanawianym przez siebie prawem
- znać zasady, według jakich powinny być redagowane teksty aktów prawnych, jakie wydaje, i przestrzegać tych zasad
- wiedzieć, jak prawo o danej treści będzie oddziaływać na zachowania członków społeczeństwa (jaki skutek wywoła ono w społeczeństwie)
- być konsekwentnym pod względem aksjologicznym (w preferowaniu poszczególnych wartości, ocenianiu pozytywnym lub negatywnym danych zachowań lub stanów)
- dążyć do wywoływania prawem, jakie ustanawia, społecznie aprobowanych skutków
- liczyć się z pozaprawnymi konsekwencjami swoich decyzji
- wyznaczać sobie cele, jakich osiągnięcie jest realne (możliwe)
- dobierać środki, jakie najlepiej służą realizacji takich celów i są do tych celów proporcjonalne
- nie powtarzać się, nie zaprzeczać sobie, nie używać dwóch różnych słów na określenie tego samego, nie wypowiadać się bez potrzeby lub w sposób niezupełny, nie formułować twierdzeń niecelowych, niezmierzonych lub bezsensownych itp.[2]

Przez pryzmat takich jak wyżej cech prawodawcy ocenia się to, co prawodawca chciał w przypadku danej regulacji prawnej (zawierającego ją tekstu prawnego) uzyskać i jak w związku z tym regulację tę (tekst ten) mamy rozumieć.